# Jakub Hottek
Jakub Hottek (* 24. Juni 1983) ist ein tschechischer Fußballspieler.

## Vereinskarriere
Hottek begann seine Laufbahn bei Slavia Prag, noch als A-Jugendlicher spielte er in der B-Mannschaft in der dritten tschechischen Liga. Zur Rückrunde der Saison 2002/03 wurde der Mittelfeldspieler vom damaligen Trainer Miroslav Beránek in den Profikader aufgenommen.
Beim bedeutenden Juniorenturnier Torneo di Viareggio 2003 erreichte er mit Slavia das Finale und gehörte zu den besten Spielern. Als sein Vertrag im Sommer 2003 auslief, wechselte er für eine Ablöse von etwa zehn Millionen Kronen innerhalb der Stadtgrenzen zu Viktoria Žižkov. Zuvor hatten italienische Medien einen Transfer zu Reggina Calcio als bereits vollzogen gemeldet. Viktoria Žižkov stieg unerwartet ab und bekam für die folgende Zweitligasaison zwölf Punkte Abzug als Folge des Bestechungsskandals. Dieses Manko konnte Žižkov nicht wettmachen.
Hottek selbst wechselte zur Saison 2005/06 zu Chmel Blšany in die Gambrinus Liga, konnte die Erwartungen aber nicht erfüllen und kehrte nach einem Halben Jahr nach Prag zurück. Ende Juni 2007 unterschrieb Hottek einen Zweijahresvertrag beim schottischen Zweitligisten FC Livingston, bereits Ende November des gleichen Jahres wurde der Kontrakt in gegenseitigem Einvernehmen aufgelöst. Im Juli schloss sich Hottek dem slowakischen Erstligisten FC Nitra an. Im Januar 2009 wechselte Hottek zu seinem ehemaligen Verein Viktoria Žižkov. Bereits im Sommer 2009 zog er weiter zum zyprischen Club AO Agia Napa. Nach nur einer Saison in Zypern ging Hottek zurück nach Tschechien und schloss sich dem Drittligisten Arsenal Česká Lípa an.

## Nationalmannschaft
Schon früh galt Hottek als eines der größten Talente im tschechischen Fußball. 1998 kam er auf drei Einsätze in der U15-Auswahl, von 2000 bis 2001 spielte er acht Mal in der U17- und ein Mal in der U19-Nationalmannschaft. 2004 wurde er zwei Mal in der U-21-Auswahl eingesetzt.